# NBA-Draft 1969
Der NBA-Draft 1969 wurde am 7. April 1969 (1. und 2. Draft-Runden) und am 7. Mai 1969 (3. bis 20. Draft-Runden) in New York City durchgeführt. Insgesamt gab es 20 Runden.
An erster Position wurde Lew Alcindor von den Milwaukee Bucks gewählt. Von den insgesamt 218 ausgewählten Spielern absolvierten 47 mindestens ein NBA-Spiel. Kareem Abdul-Jabbar und Jo Jo White sind diejenigen Spieler aus diesem Draft, die in die Naismith Memorial Basketball Hall of Fame aufgenommen wurden.

## Draftpicks
- Mitglieder der Naismith Memorial Basketball Hall of Fame sind farblich hervorgehoben

| Runde | Pick | Spieler (Position)     | Nat.               | NBA Team               | vorheriges Team/College                     |
| ----- | ---- | ---------------------- | ------------------ | ---------------------- | ------------------------------------------- |
| 1     | 1    | Lew Alcindor 1 (C)     | Vereinigte Staaten | Milwaukee Bucks        | University of California, Los Angeles       |
| 1     | 2    | Neal Walk (C)          | Vereinigte Staaten | Phoenix Suns           | University of Florida                       |
| 1     | 3    | Lucius Allen (G)       | Vereinigte Staaten | Seattle SuperSonics    | University of California, Los Angeles       |
| 1     | 4    | Terry Driscoll (F)     | Vereinigte Staaten | Detroit Pistons        | Boston College                              |
| 1     | 5    | Larry Cannon (G)       | Vereinigte Staaten | Chicago Bulls          | La Salle University                         |
| 1     | 6    | Bingo Smith (G/F)      | Vereinigte Staaten | San Diego Rockets      | University of Tulsa                         |
| 1     | 7    | Bob Portman (F)        | Vereinigte Staaten | San Francisco Warriors | Creighton University                        |
| 1     | 8    | Herm Gilliam (G/F)     | Vereinigte Staaten | Cincinnati Royals      | Purdue University                           |
| 1     | 9    | Jo Jo White (G)        | Vereinigte Staaten | Boston Celtics         | University of Kansas                        |
| 1     | 10   | Butch Beard (G)        | Vereinigte Staaten | Atlanta Hawks          | University of Louisville                    |
| 1     | 11   | John Warren (G/F)      | Vereinigte Staaten | New York Knicks        | St. John’s University (New York)            |
| 1     | 12   | Willie McCarter (G)    | Vereinigte Staaten | Los Angeles Lakers     | Drake University                            |
| 1     | 13   | Bud Ogden (F)          | Vereinigte Staaten | Philadelphia 76ers     | Santa Clara University                      |
| 1     | 14   | Mike Davis (G)         | Vereinigte Staaten | Baltimore Bullets      | Virginia Union University                   |
| 1     | 15   | Rick Roberson (F/C)    | Vereinigte Staaten | Los Angeles Lakers     | University of Cincinnati                    |
| 2     | 16   | Simmie Hill (F)        | Vereinigte Staaten | Chicago Bulls          | West Texas State University                 |
| 2     | 17   | Bob Greacen (F)        | Vereinigte Staaten | Milwaukee Bucks        | Rutgers University                          |
| 2     | 18   | Ron Taylor (C)         | Vereinigte Staaten | Seattle SuperSonics    | University of Southern California           |
| 2     | 19   | Willie Norwood (F)     | Vereinigte Staaten | Detroit Pistons        | Alcorn State University                     |
| 2     | 20   | Ken Spain (C)          | Vereinigte Staaten | Chicago Bulls          | University of Houston                       |
| 2     | 21   | Bernie Williams (G)    | Vereinigte Staaten | San Diego Rockets      | La Salle University                         |
| 2     | 22   | Ed Siudut (F)          | Vereinigte Staaten | San Francisco Warriors | College of the Holy Cross                   |
| 2     | 23   | Johnny Baum (F)        | Vereinigte Staaten | Chicago Bulls          | Temple University                           |
| 2     | 24   | Gene Williams (F)      | Vereinigte Staaten | Phoenix Suns           | Kansas State University                     |
| 2     | 25   | Wally Anderzunas (F/C) | Vereinigte Staaten | Atlanta Hawks          | Creighton University                        |
| 2     | 26   | Bill Bunting (F/C)     | Vereinigte Staaten | New York Knicks        | University of North Carolina at Chapel Hill |
| 2     | 27   | Dick Garrett (G)       | Vereinigte Staaten | Los Angeles Lakers     | Southern Illinois University Carbondale     |
| 2     | 28   | Willie Taylor (F/C)    | Vereinigte Staaten | Philadelphia 76ers     | LeMoyne-Owen College                        |
| 2     | 29   | Willie Scott (F)       | Vereinigte Staaten | Baltimore Bullets      | Alabama State University                    |
| 3     | 32   | Lee Winfield (G)       | Vereinigte Staaten | Seattle SuperSonics    | University of North Texas                   |
| 3     | 33   | Lamar Green (F)        | Vereinigte Staaten | Phoenix Suns           | Morehead State University                   |
| 3     | 34   | Norm Van Lier (G)      | Vereinigte Staaten | Chicago Bulls          | Saint Francis University                    |
| 3     | 37   | Luther Rackley (C)     | Vereinigte Staaten | Cincinnati Royals      | Xavier University (Cincinnati)              |
| 3     | 40   | Eddie Mast (F/C)       | Vereinigte Staaten | New York Knicks        | Temple University                           |
| 3     | 41   | Luther Green (F)       | Vereinigte Staaten | Cincinnati Royals      | Long Island University                      |
| 3     | 43   | Fred Carter (G/F)      | Vereinigte Staaten | Baltimore Bullets      | Mount St. Mary’s University                 |
| 4     | 44   | Dennis Stewart (F)     | Vereinigte Staaten | Phoenix Suns           | University of Michigan                      |
| 4     | 45   | Bob Dandridge (G/F)    | Vereinigte Staaten | Milwaukee Bucks        | Norfolk State University                    |
| 4     | 52   | Steve Kuberski (F/C)   | Vereinigte Staaten | Boston Celtics         | Bradley University                          |
| 4     | 56   | Dave Scholz (F)        | Vereinigte Staaten | Philadelphia 76ers     | University of Illinois at Urbana-Champaign  |
| 5     | 58   | Rich Jones (F/C)       | Vereinigte Staaten | Phoenix Suns           | University of Memphis                       |
| 5     | 61   | Steve Mix (F)          | Vereinigte Staaten | Detroit Pistons        | University of Toledo                        |
| 5     | 64   | Willie Wise (F)        | Vereinigte Staaten | San Francisco Warriors | Drake University                            |
| 5     | 65   | Jake Ford (G)          | Vereinigte Staaten | Cincinnati Royals      | University of Maryland Eastern Shore        |
| 5     | 66   | George Thompson (G)    | Vereinigte Staaten | Boston Celtics         | Marquette University                        |
| 5     | 69   | Wil Jones (F)          | Vereinigte Staaten | Los Angeles Lakers     | Albany State University                     |
| 6     | 73   | John Arthurs (G)       | Vereinigte Staaten | Milwaukee Bucks        | Tulane University                           |
| 8     | 103  | Bob Arnzen (F)         | Vereinigte Staaten | Detroit Pistons        | University of Notre Dame                    |
| 8     | 109  | Bob Christian (C)      | Vereinigte Staaten | Atlanta Hawks          | Grambling State University                  |
| 9     | 117  | George Reynolds (G)    | Vereinigte Staaten | Detroit Pistons        | University of Houston                       |
| 11    | 147  | Justus Thigpen (G)     | Vereinigte Staaten | San Diego Rockets      | Weber State University                      |
| 12    | 167  | Roland Taylor (G)      | Vereinigte Staaten | Philadelphia 76ers     | La Salle University                         |
| 14    | 187  | Mack Calvin (G)        | Vereinigte Staaten | Los Angeles Lakers     | University of Southern California           |
| 19    | 214  | Grady O’Malley (F)     | Vereinigte Staaten | Atlanta Hawks          | Manhattan College                           |
| 19    | 215  | Brian Heaney (G)       | Kanada             | Baltimore Bullets      | Acadia University (Kanada)                  |